# Thiourethane

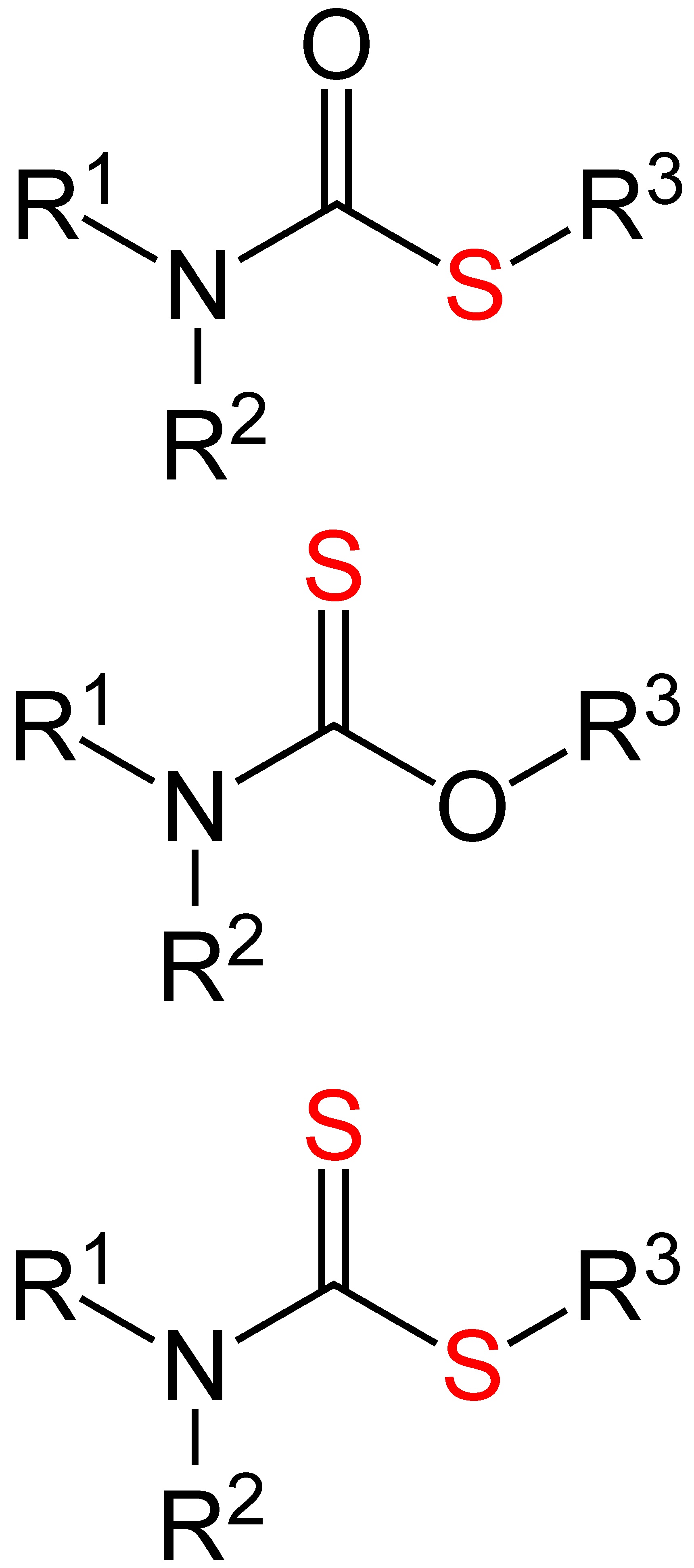
Grundstruktur der Thiourethane (Thiocarbamate):
Thiolurethane (oben),
Thionurethane (Mitte) und
Dithiourethane (unten).

Thiourethane ist eine ungenaue Sammelbezeichnung für mehrere Stoffgruppen der organischen Chemie.
Im Einzelnen sind dies die:
- Thiolourethane, die Thiolester der instabilen Thiolcarbaminsäure (H2N–COSH)
- Thionourethane, die Thionester der ebenfalls instabilen Thioncarbaminsäure (H2N–CSOH)
- Dithiourethane

Synonym für Thiourethane wird auch die Bezeichnung Thiocarbamate genutzt, die allerdings noch die Salze der beiden Thiocarbaminsäuren einschließt.